# Doctor P
Doctor P właśc. Shaun Brockhurst (ur. 9 kwietnia 1986) – angielski producent muzyki dubstep.
Występował też pod pseudonimami: Sounds Destructive, Slum Dogz, DJ Picto (lub po prostu Picto).

## Dyskografia
- „Air Raid” (razem z Flux Pavilion)
- „Rasputins Gold”
- „Sweet Shop” / „Gargoyle”
- „Stinkfinger” (razem z Flux Pavilion)
- „Badman Sound”
- „Vampire Dub”
- „Sweet Shop” (Come Follow Me Mix) (Doctor P vs. P Money)
- „Sweet Shop” (Flux Pavilion Remix)
- „Sweet Shop” (Friction vs. Camo & Krooked DnB Mix)
- „Big Boss” / „Black Books (featuring RSK)”
- „Watch Out”
- Circus One (zaprezentowane przez Doctor P oraz Flux Pavilion)
- „Tetris”
- „Superbad” (razem z Flux Pavilion)
- „Neon” (razem z Jenna G)
- „Music Is Dead” (razem z Dillon Francis)
- „Galaxies & Stars” (razem z Ce'Cile)
- „Bulletproof” (razem z Eva Simons)
- Animal Vegetable Mineral – Part 1
- „The Champagne Böp”
- „The Pit” (razem z Adam F oraz Method Man)
- „Shishkabob”